# Isaak Habrecht (Mediziner)
Isaac Habrecht (* 25. November 1589 in Straßburg; † 10. Oktober 1633 ebenda) war ein Philosoph, Mathematiker, Astronom und Archiater (leitender Mediziner) am Hof des Grafen von Hanau-Lichtenberg. Er war der Sohn des Uhrmachers Isaak Habrecht.

## Leben
Er studierte in Straßburg und danach in Basel. Neben seiner wissenschaftlichen Tätigkeit als Naturforscher und Übersetzer klassischer Werke konstruierte er Erdgloben und reparierte Uhren seines Vaters. Bekannt wurde er durch die Beobachtung des Kometen von 1623.

## Der Komet von 1623

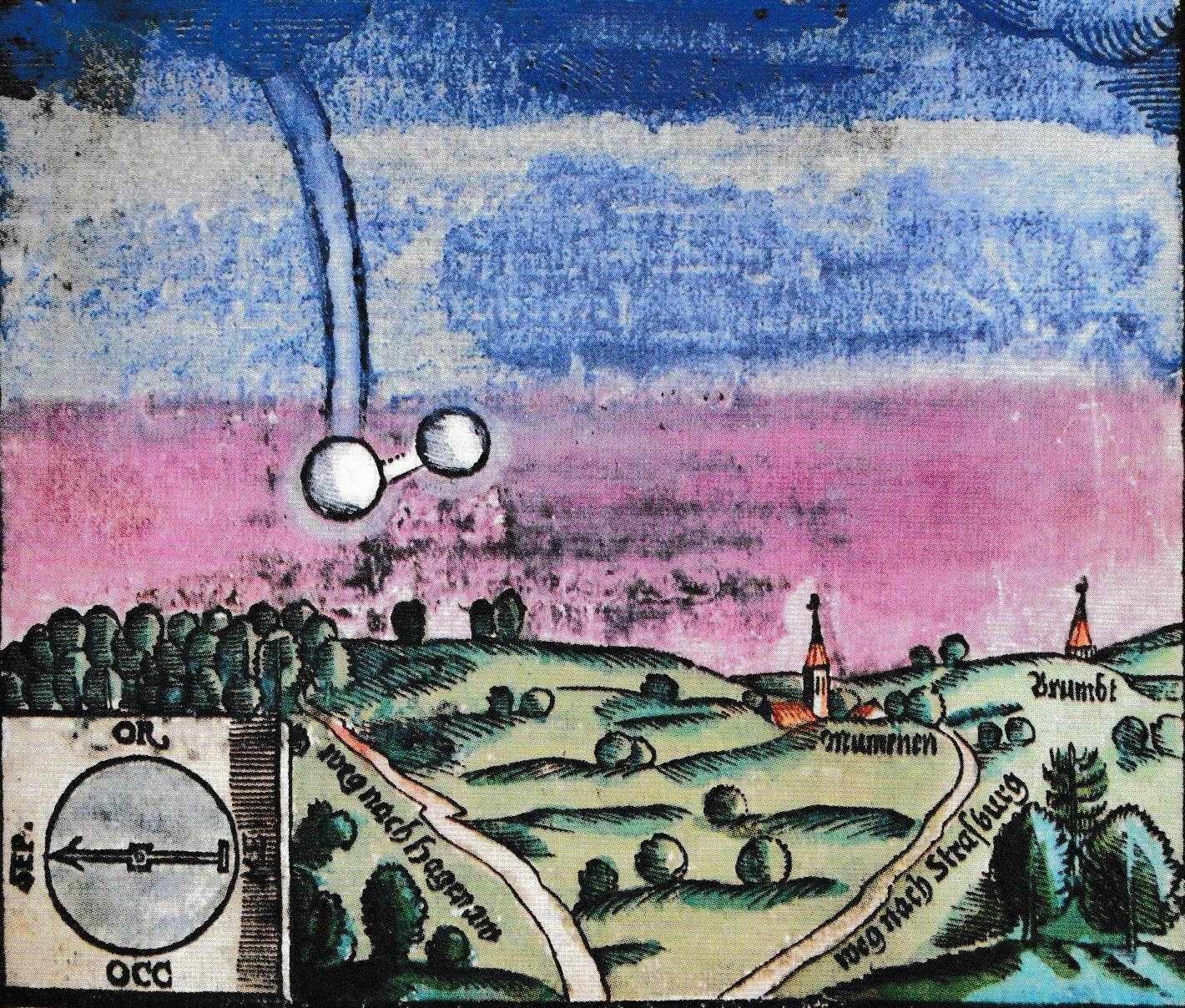
Der Komet von 1623

Am 17. November 1623 war er auf dem Weg von Bouxwiller nach Straßburg, als er einen Kometen beobachtete. In dieser Zeit wurde der Julianische Kalender durch den Gregorianischen ersetzt. Habrecht notierte dieses Datum als „7.17“, 7 nach dem Julianischen und 17 nach dem Gregorianischen Kalender. Er befand sich zu diesem Zeitpunkt in der Nähe von Mommenheim. Er schrieb (gekürzt und modernisiert): Es war ungefähr eine viertel Stunde nach 5 Uhr als wir in der Nähe von Mumenen (Mommenheim) waren, die Sonne war dabei unterzugehen, der Abend war klar und schön. Wir sahen im Himmel eine Feuerkugel oder einen Stern, größer als jeder andere Stern, der jemals gesehen wurde, ein wenig kleiner als der Vollmond und sehr viel heller als jeder Stern. Die Farbe war weiß, hell und klar, man konnte es am besten mit einer Feuerkugel in einem Feuerwerk vergleichen. Am nächsten Tag in Straßburg schrieb ich meine Beobachtungen auf, um sie später zu veröffentlichen. Ich wurde verhindert durch Reisen, die bereits geplant waren.

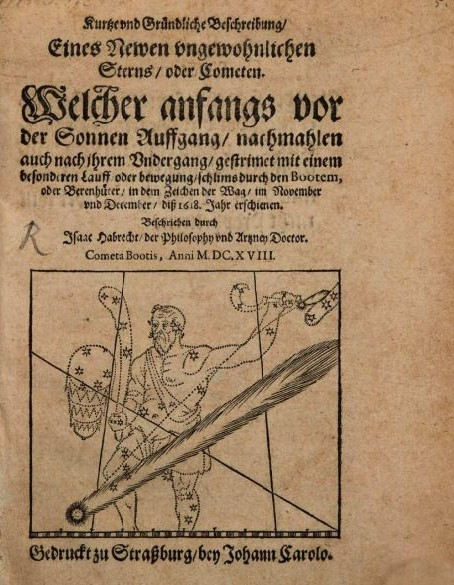
Isaac Habrecht - Kurtze Beschreibung eines newen ungewohnlichen Sterns oder Cometen ... im November diß 1618 Jahrs erschienen

Später erfuhr er, dass Wilhelm Schickard in Tübingen dasselbe Phänomen beobachtet hatte. Er korrespondierte mit ihm. Schickard nutzte Habrechts Beobachtungen, um die Bahn des Kometen zu berechnen.